# K2-32
K2-32, är en ensam stjärna belägen i den södra delen av stjärnbilden Ormbäraren. Den har en skenbar magnitud av ca 12,31 och kräver ett teleskop för att kunna observeras. Baserat på parallax enligt Gaia Data Release 3 på ca 6,39 mas, beräknas den befinna sig på ett avstånd på ca 510 ljusår (156 parsek) från solen. Den rör sig närmare solen med en heliocentrisk radialhastighet på ca –1,8 km/s.

## Egenskaper
K2-32 är en gul till vit stjärna i huvudserien av spektralklass G9 V. Den har en massa som är lika med ca 0,86 solmassa, en radie som är ca 0,85 solradie och utsänder energi från dess fotosfär motsvarande ca 0,325 gånger solen vid en effektiv temperatur av ca 5 300 K.
En studie av atmosfärsflykt från planeten K2-32b orsakad av högenergistrålning från stjärnan tyder på att stjärnan alltid har haft en mycket långsam rotation.

## Planetsystem

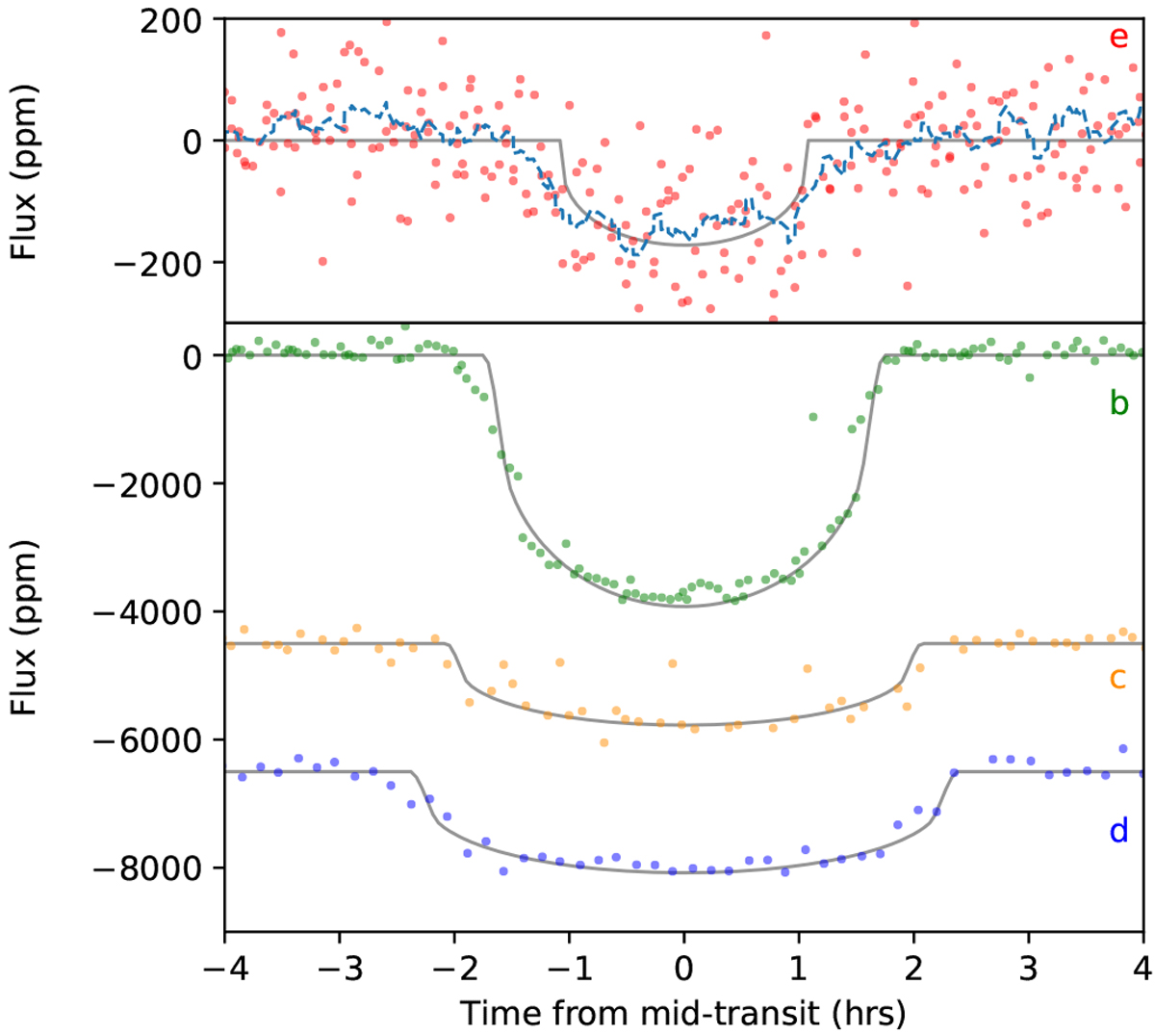
Transitljuskurvor för alla fyra planeterna i omlopp kring K2-32.

Stjärnan K2-32 visades av Andrew Vanderburg et al. 2016 ursprungligen ha tre tänkbara transiterande exoplaneter. Den innersta planeten, vid den tiden, K2-32b bekräftades genom mätningar av radiell hastighet gjorda med Keck-teleskopet. Bekräftelse av planeterna K2-32c och K2-32d gjordes av Sinukoff et al. med användning adaptiv optisk avbildning och datoranalys för att eliminera eventuella falska observationer.
Den jordstora planeten K2-32e upptäcktes och validerades av René Heller et al. 2019.

### Karakteristik

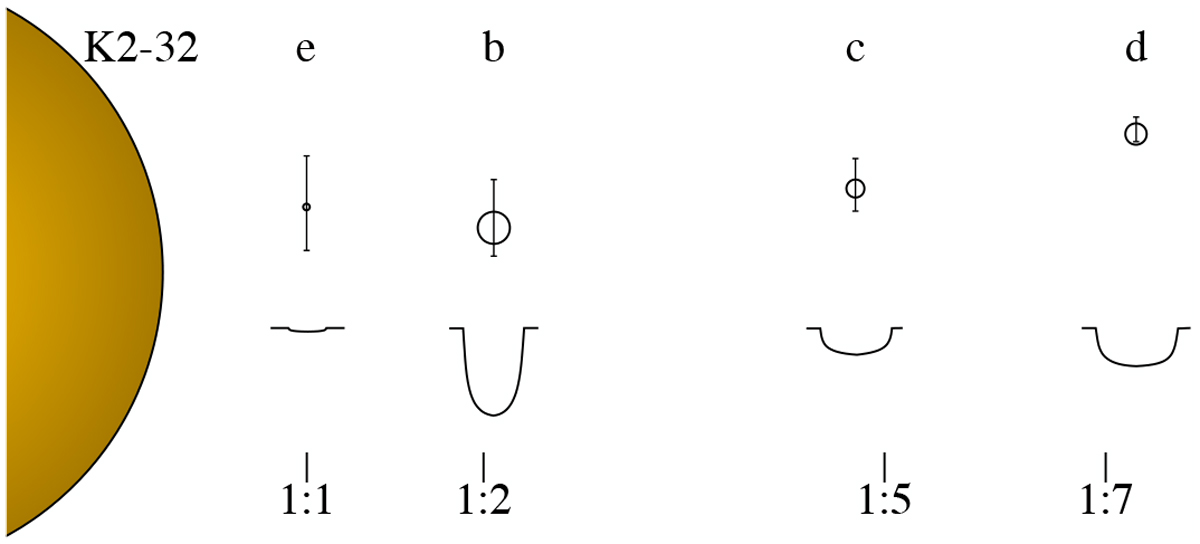
Planetsystem kring K2-32 visande planetradie och omloppsresonans.

Med omloppsperiod på 4,34, 8,99, 20,66 och 31,71 dygn är de fyra planeternas omloppsbanor mycket nära en 1:2:5:7 orbital resonanskedja. Densiteten för planeterna b, c och d ligger mellan Saturnus och Neptunus, vilket tyder på stora och massiva atmosfärer. Planeten K2-32e med en radie nästan identisk med jordradien är nästan säkert en jordliknande planet. Alla fyra planeterna är långt innanför även den optimistiska inre gränsen för den beboeliga zonen som ligger vid 0,58 astronomiska enheter.
| Planet | Massa         | Halv storaxel (AE) | Siderisk omloppstid (d) | Excentricitet      | Inklination    | Radie                 |
| ------ | ------------- | ------------------ | ----------------------- | ------------------ | -------------- | --------------------- |
| e      | 2,1 ± 1,1 M🜨  | 0,04899 ± 0,00038  | 4,34934 ± 0,00039       | 0,043 +0,048−0,030 | 89,0 ± 0,7°    | 1,212 +0,052−0,046 R🜨 |
| b      | 15,0 ± 1,7 M🜨 | 0,07950 ± 0,00062  | 8,9920 ± 0,00008        | 0,03 +0,032−0,02   | 89,0 +0,5−0,3° | 5,299 ± 0,191 R🜨      |
| c      | 8,1 ± 2,4 M🜨  | 0,13843 ± 0,00108  | 20,66093 ± 0,00079      | 0,49 +0,046−0,035  | 89,4 ± 0,2°    | 2,134 +0,123−0,102 R🜨 |
| d      | 6,7 ± 2,5 M🜨  | 0,18422 ± 0,00144  | 31,71701 ± 0,00096      | 0,05 +0,053−0,035  | 89,4 ± 0,1°    | 3,484 +0,112−0,129 R🜨 |